# Erik Colban
Erik Andreas Colban (Oslo, 18 de octubre de 1876 - Oslo, 28 de marzo de 1956) fue un diplomático noruego que desempeñó importantes tareas en la diplomacia noruega de su época, especialmente al ser nombrado embajador de Noruega en Londres antes y durante la Segunda Guerra Mundial.

## Familia
La familia Colban tiene una larga historia en Europa. Erik Andreas Colban tenía el mismo nombre que su padre, Erik Andreas Colban, un general del ejército noruego.

## Biografía
Colban comenzó la carrera de derecho en Romsdal, donde estudió desde 1899 a 1900. En 1900 se convirtió en abogado. Desde 1903 a 1905 trabajó en el departamento de extranjeros del Ministerio de Comercio, antes de que en 1905 ingresase en el Ministerio de Asuntos Exteriores, que abandonó en 1918 para tomar posesión de su empleo en la Sociedad de las Naciones donde, entre otros cargos desempeño el de director de las comisiones administrativas y de trabajo sobre cuestiones relacionadas con las poblaciones minoritarias, del que fue relevado en 1931 por el español Pablo de Azcárate.
Entre otros muchos destinos como diplomático para su país, en 1942, se convirtió en embajador de Noruega en Londres, cargo que ocupó hasta 1946.
Colban también trabajó después de la guerra, para las Naciones Unidas cuando el noruego Trygve Lie era Secretario General.
Publicó en 1952 sus memorias sobre su carrera como diplomático en el libro "Cincuenta años" (Oslo: Aschehoug).